# Philip Schuyler
Philip John Schuyler /ˈskaɪlər/; ameriški general in politik, * 20. november 1733, † 18. november 1804.
Philip John Schuyler je bil ameriški general v revolucionarni vojni in senator Združenih držav Amerike iz New Yorka. Običajno je znan kot Philip Schuyler, medtem ko je njegov sin običajno znan kot Philip J. Schuyler.
Rojen v Albanyju, Provinca New York, v premožni družini Schuyler, se je Schuyler boril v francosko-indijanski vojni. Leta 1768 je bil izvoljen v Generalno skupščino New Yorka in leta 1775 v Kontinentalni kongres. Načrtoval je Kontinentalno vojsko leta 1775 invazijo na Quebec, vendar ga je slabo zdravje prisililo, da je poveljstvo invazije prepustil Richardu Montgomeryju. Pripravil je obrambo Kontinentalne vojske za saratoško kampanjo leta 1777, vendar ga je zamenjal generalmajor Horatio Gates kot poveljnik kontinentalnih sil v gledališču. Schuyler je leta 1779 odstopil iz Kontinentalne vojske.
Schuyler je večino osemdesetih let 18. stoletja služil v Senatu zvezne države New York in podpiral ratifikacijo ustave Združenih držav Amerike. Zastopal je New York v prvem kongresu Združenih držav Amerike, vendar je leta 1791 izgubil volitve za senat svoje države proti Aaronu Burru. Po obdobju v državnem senatu je bil leta 1797 ponovno izvoljen v Senat Združenih držav Amerike, povezan z Federalistično stranko. Naslednje leto je odstopil zaradi slabega zdravja. Bil je oče Elizabeth Schuyler Hamilton in tast sekretarja za finance Alexandra Hamiltona.